# 1913년 극동 선수권 대회
1913년 극동 선수권 대회(영어: 1913 Far Eastern Games)는 1913년 2월에 개최된 제1회 극동 선수권 대회이다. 필리핀 마닐라에서 개최되었고, 중화민국, 영국령 홍콩, 일본 제국, 필리핀, 말라야 연방(오늘날의 말레이시아), 시암이 참가하였다.
경기 종목으로는 육상, 야구, 농구, 다이빙, 축구, 수영,테니스, 발리볼이 있었다.
이 대회에서 필리핀은 종합 우승을 차지하였다.